# Pinguicula longifolia
Pinguicula longifolia är en tätörtsväxtart. Pinguicula longifolia ingår i släktet tätörter, och familjen tätörtsväxter.

## Underarter
Arten delas in i följande underarter:
- P. l. caussensis
- P. l. dertosensis
- P. l. longifolia
- P. l. reichenbachiana

## Bildgalleri

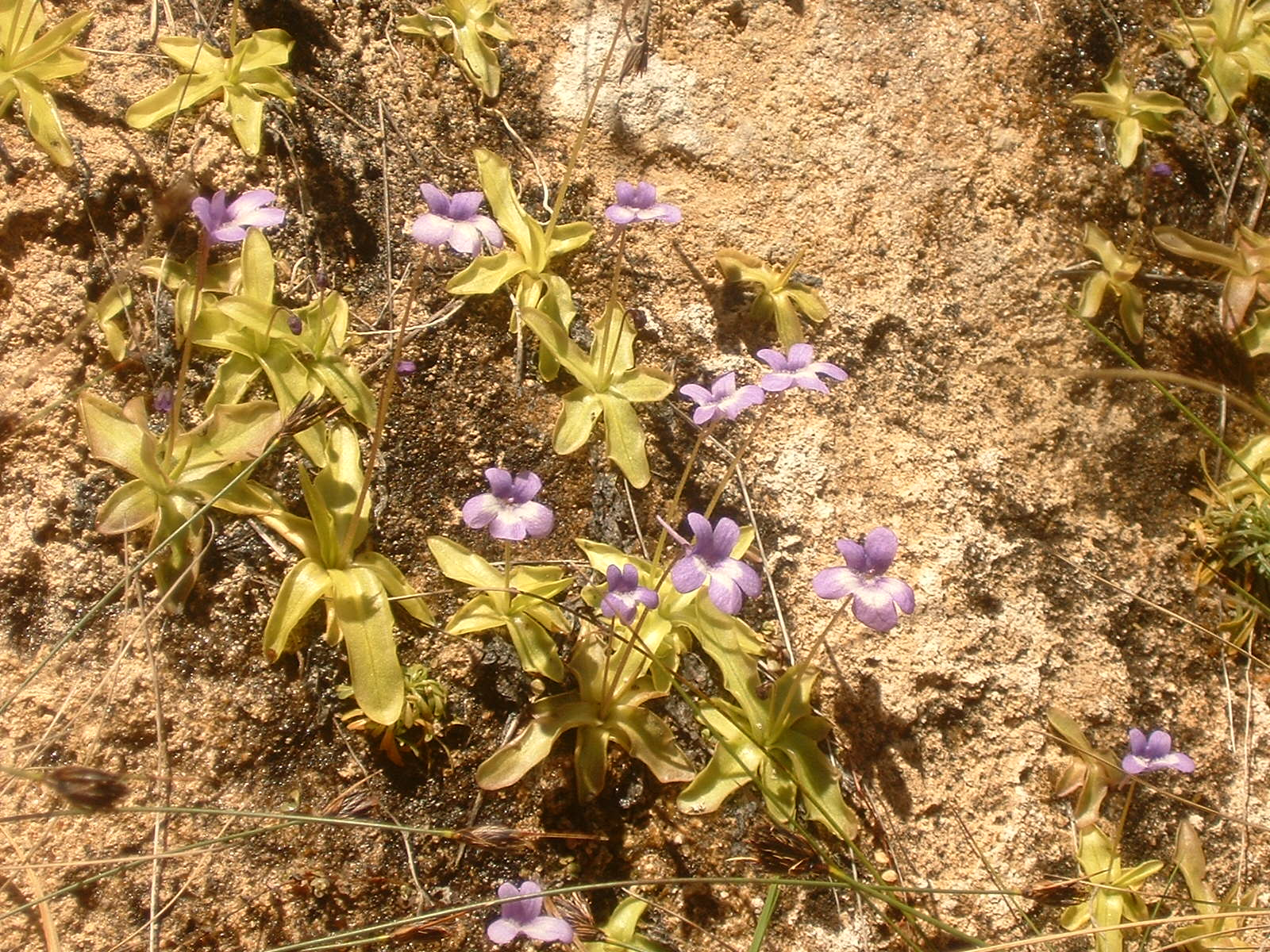
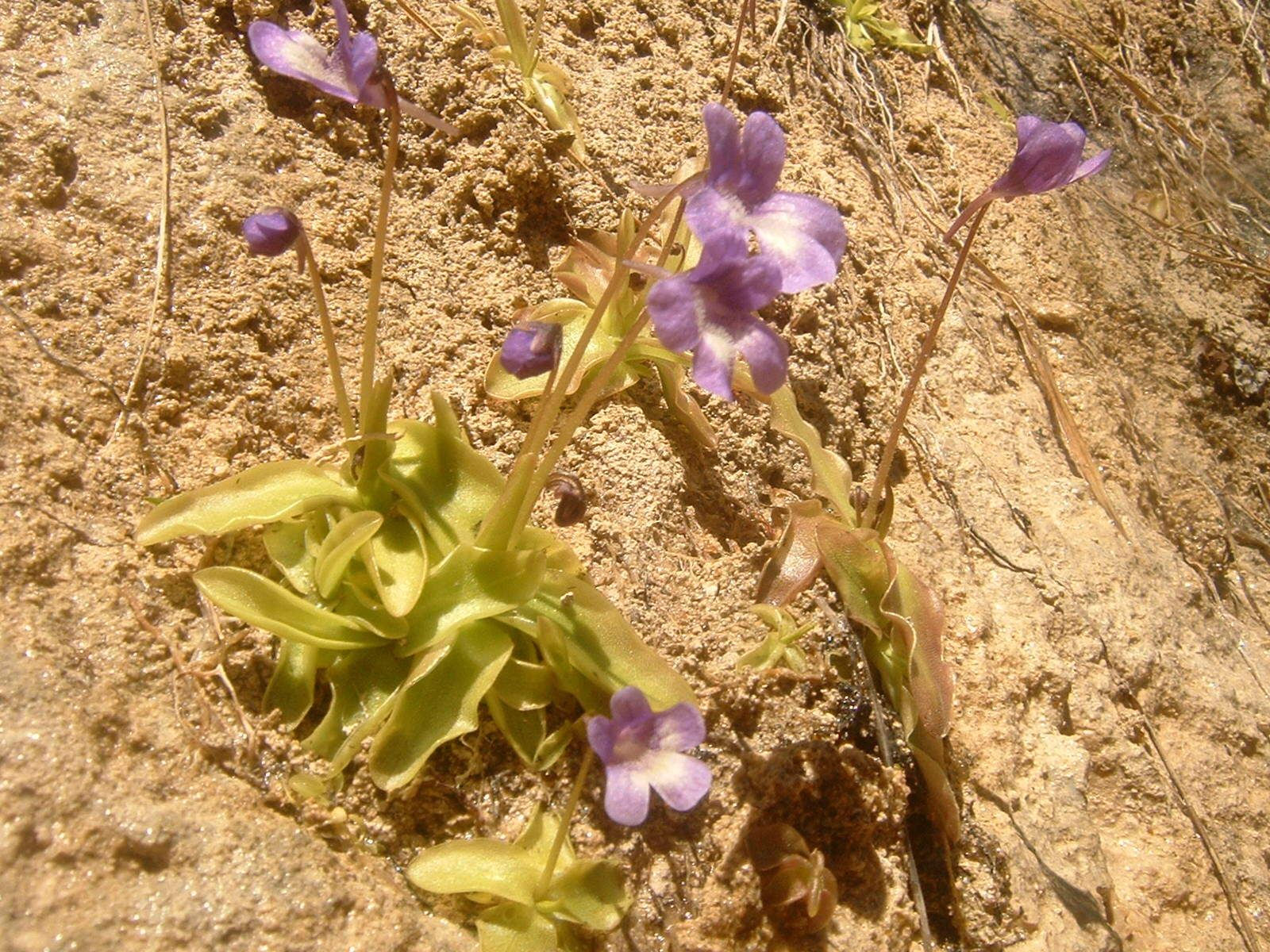
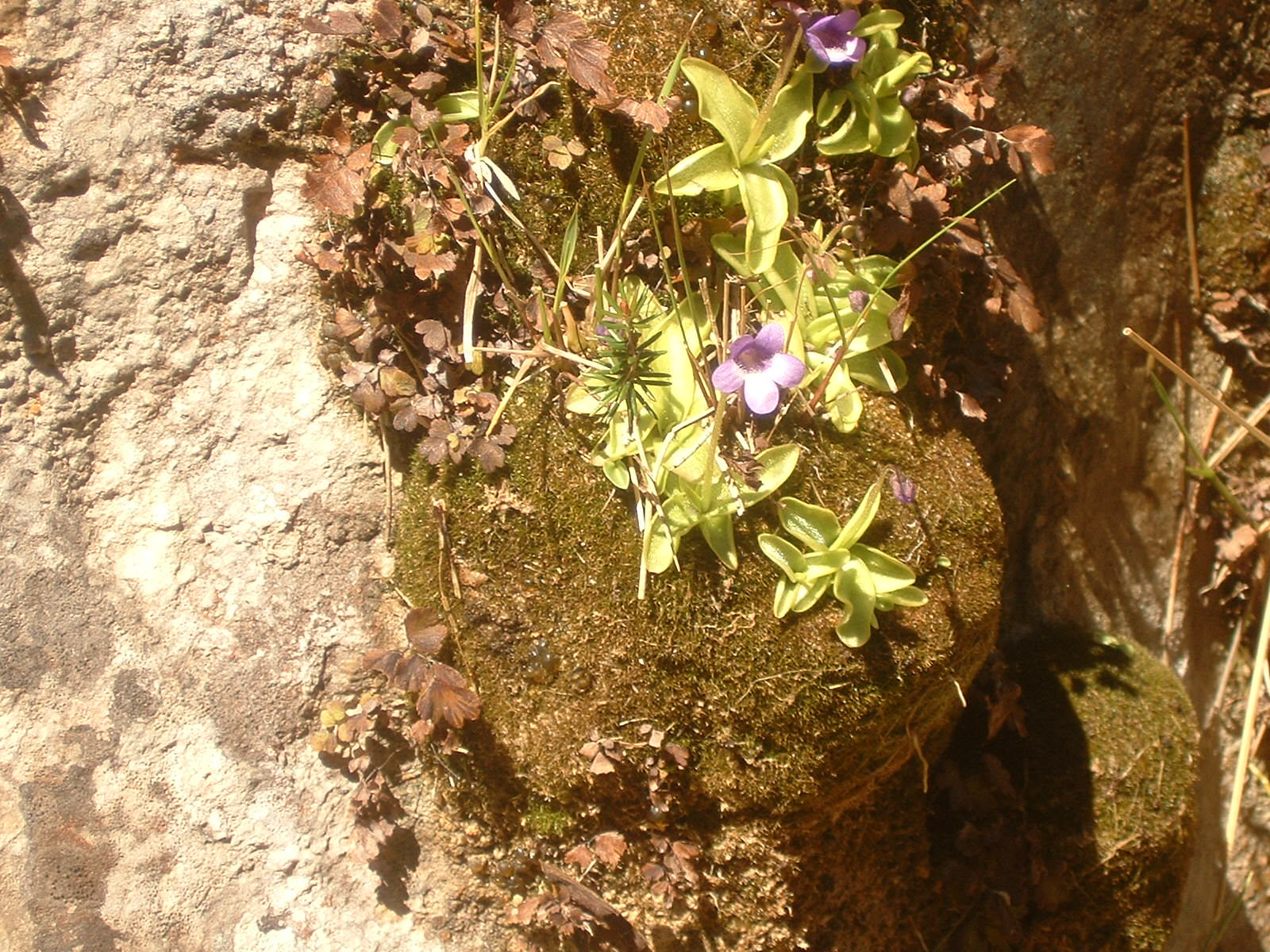
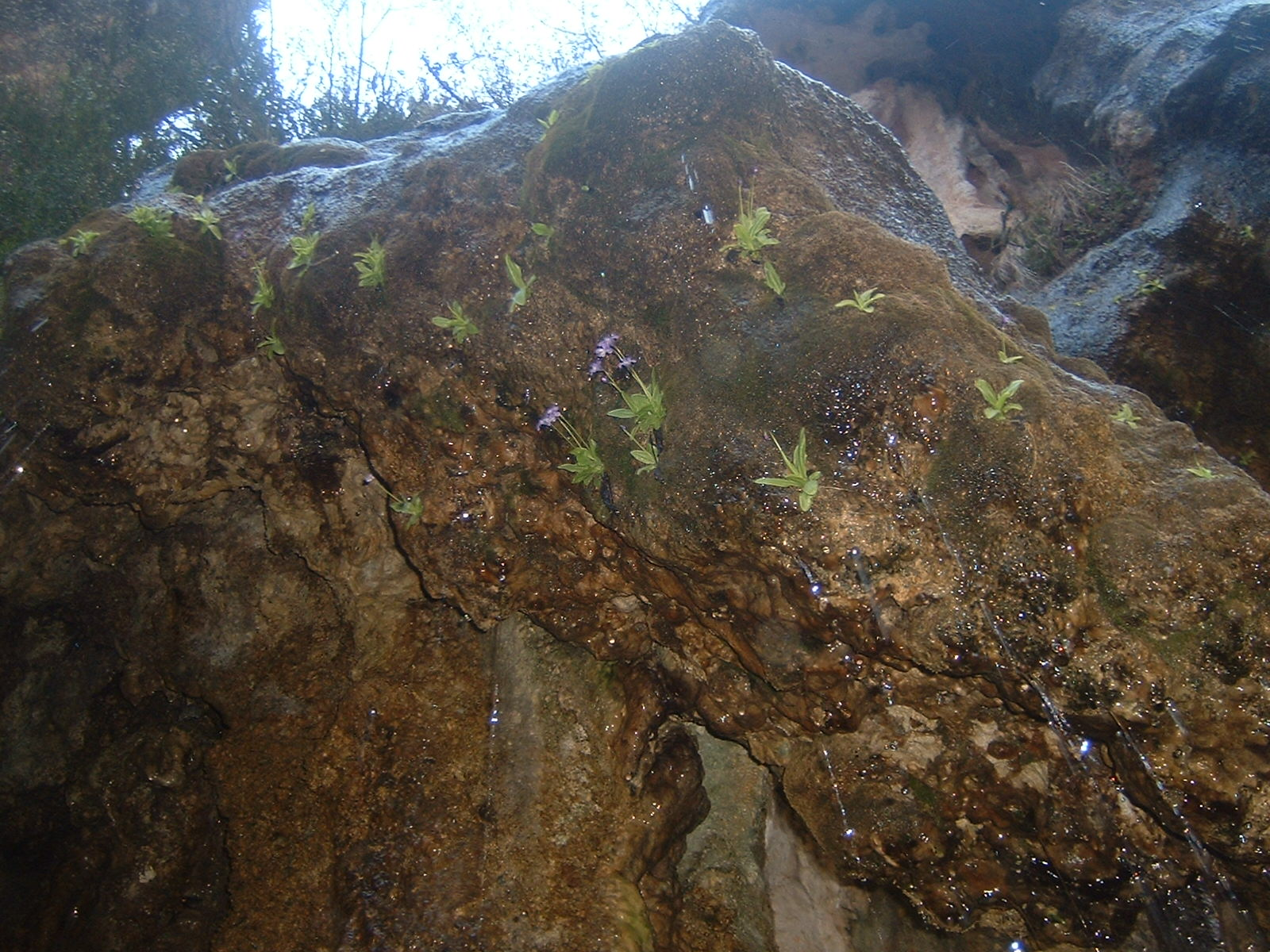
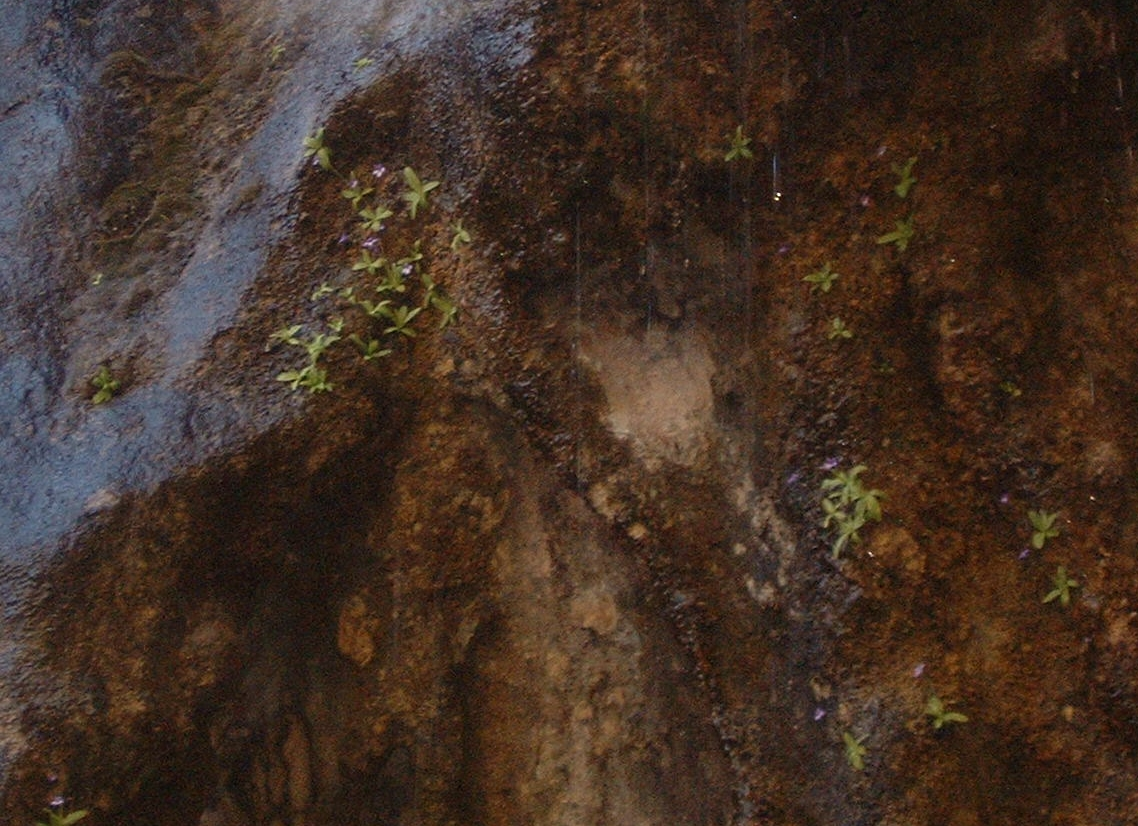
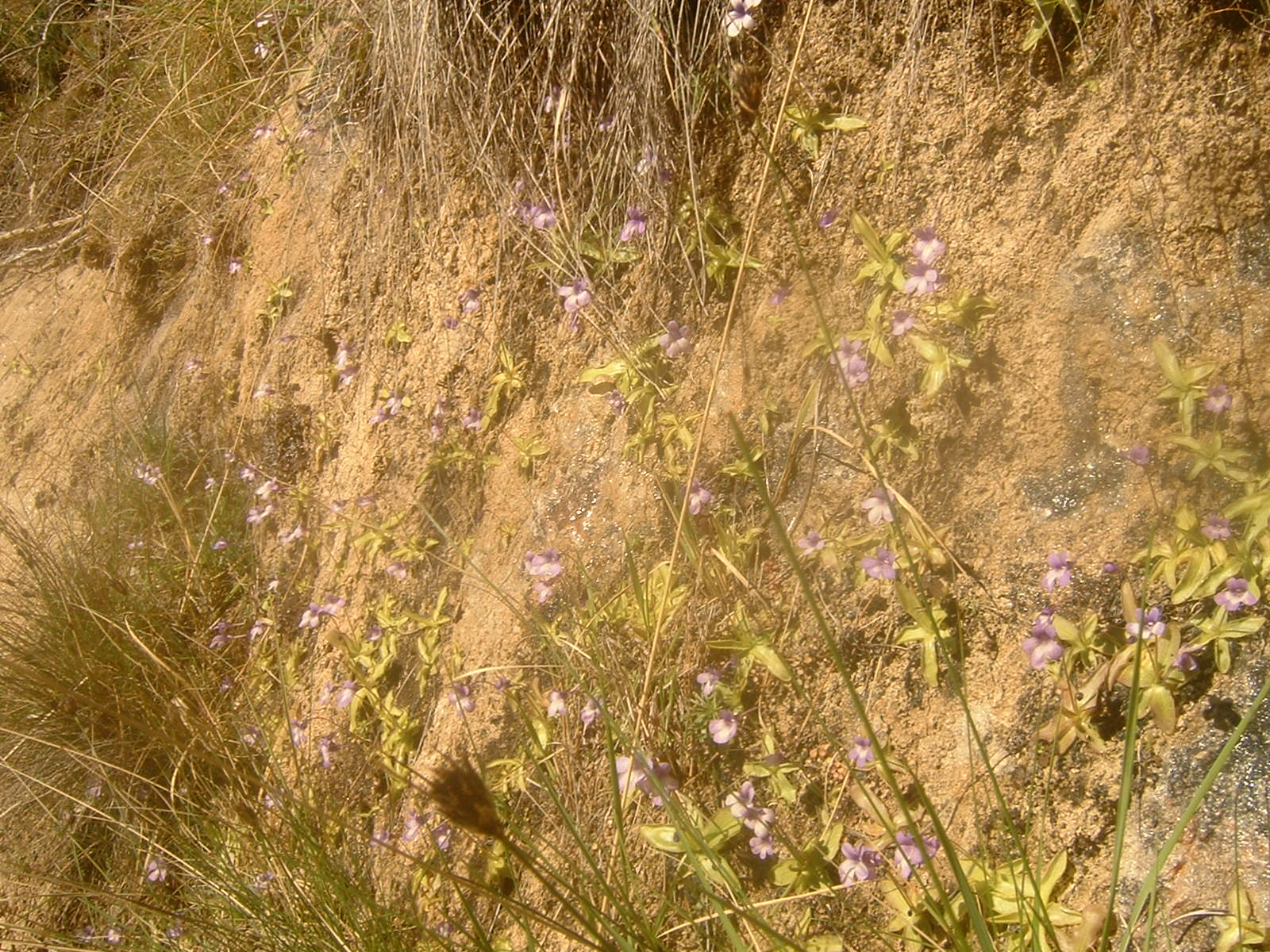